# Hrastje pri Grosupljem
Hrastje pri Grosupljem este o localitate din comuna Grosuplje, Slovenia, cu o populație de 60 de locuitori.